# Timoci Bavadra
Timoci Uluivuda Bavadra, né le 22 septembre 1934 et mort le 3 novembre 1989, est un médecin et homme politique fidjien. Il est brièvement Premier ministre en 1987, avant d'être renversé par un coup d'État.

## Biographie
Médecin de profession, Bavadra est un autochtone fidjien, chef de bas rang, et fondateur du Parti travailliste fidjien (Fiji Labour Party).
Il participe pour la première fois à une élection législative en 1987, à la tête d'une coalition entre le Parti travailliste et le Parti de la fédération nationale (PFN), composé principalement d'Indo-Fidjiens (descendants d'immigrés indiens venus à la fin du XIXe siècle et au début du XXe siècle). Le PFN est alors un parti plus ancien, plus large et plus influent, mais accepte que Bavadra dirige la coalition, en raison des craintes de l'électorat indigène, en grande partie hostile à l'idée d'avoir un premier ministre indo-fidjien.
À la surprise générale, la coalition remporte les élections, obtenant 28 sièges alors que le parti de l'Alliance de Ratu Sir Kamisese Mara n'en obtient « que » 24. C'est la toute première défaite de Mara, qui avait dirigé le pays depuis avant même son accession à l'indépendance en 1970.
La coalition de Bavadra ne comporte que sept députés indigènes, et seuls 9 % des électeurs indigènes avaient voté pour lui. Les nationalistes indigènes attisent alors les craintes autochtones, déclarant que « les Indiens » s'étaient emparés du pays.
Bavadra avait été élu le 14 avril. Il est renversé le 13 mai par un militaire, le lieutenant-colonel Sitiveni Rabuka, qui se proclame défenseur de la cause indigène.
Bavadra tente alors de chercher du soutien au sein de la communauté internationale, mais sans succès. Un entretien avec la reine des Fidji, Élisabeth II, lui est refusé à Londres. Bavadra n'a jamais l'occasion de se représenter à une élection et décède d'un cancer en 1989.
Le premier ministre Bavadra n'a pas eu le temps de laisser sa marque sur le pays. Tout juste eut-il le temps d'exprimer son opposition aux essais nucléaires, et de sous-entendre que les Fidji refuseraient peut-être l'accès à leurs ports aux navires nucléaires américains.